# Комаристый, Александр Игоревич
Алекса́ндр И́горевич Комари́стый (2 октября 1989, Северодонецк, Украинская ССР, СССР) — российский хоккеист, нападающий. Воспитанник московского «Спартака».

## Карьера
Александр Комаристый начал свою профессиональную карьеру в 2008 году в составе орского клуба Высшей лиги «Южный Урал», выступая до этого за фарм-клуб белорусского «Гомеля». В своём дебютном сезоне Александр провёл на площадке 41 матч, набрав 19 (9+10) очков. Перед началом сезона 2009/10 Комаристый подписал контракт с чеховским «Витязем», где сразу сумел закрепиться в основном составе, став одним из лучших новичков сезона. За подмосковный клуб Александр сыграл 98 матчей, в которых он набрал 33 (12+21) очка.
Тем не менее, 20 июля 2011 года Комаристый был обменян в родной московский «Спартак» на выбор в 5 раунде драфта-2012. В июле 2012 года был обменян в нижнекамский «Нефтехимик» на денежную компенсацию .
В 2013 году выступал  за саратовский «Кристалл». В 2014 в «Буране» из Воронежа.
С 2014 по 2017 год «Металлург Нк». Также в 2017 году выступал за московский Спартак и  «Химик» из Воскресенска.
В 2017-2018 годах играл в «Югре». В 2018 году перешёл в казахстанскую «Сарыарку». С 2018 по 2019 год был тюменском «Рубине».
В 2019 году вернулся в «Сарыарку». С сентября 2019 года стал хоккеистом петербургского «Динамо», подписав контракт на сезон. В мае 2020 продлил контракт ещё на год, а также в мае 2021 продлил сотрудничество с клубом.
Сезон 2023/24 провел в тульском «АКМ». Перед сезоном 2024/25 присоединился к ХК «Зауралье» (Курган).

### Международная
В составе сборной России Александр Комаристый принимал участие в молодёжном чемпионате мира 2009 года, на котором он вместе с командой стал бронзовым призёром, в 7 матчах набрав 2 (0+2) очка.

## Статистика
| Легенда | Легенда                    | Легенда | Легенда                   | Легенда | Легенда    |
| ------- | -------------------------- | ------- | ------------------------- | ------- | ---------- |
| И       | Количество проведённых игр | Штр     | Штрафное время            | +/−     | Плюс-минус |
| Г       | Голы                       | П       | Голевые передачи          | О       | Очки       |
| -       | Статистика неизвестна      | —       | Статистика не учитывалась |         |            |

## Достижения

### Командные
Белоруссия
| Год  | Команда  | Достижение                    | Достижение |
| ---- | -------- | ----------------------------- | ---------- |
| 2007 | Гомель-2 | Победитель Высшей лиги        |            |
| 2008 | Гомель-2 | Серебряный призёр Высшей лиги |            |

2019     Рубин       Золотой призёр Высшей лиги (мастер спорта по хоккею)
Международные
| Год  | Команда       | Достижение                                   | Достижение |
| ---- | ------------- | -------------------------------------------- | ---------- |
| 2009 | Россия (мол.) | Бронзовый призёр молодёжного чемпионата мира |            |